# Új Köztársaság (Dél-Afrika)
Az Új Köztársaság azaz búr nevén Nieuwe Republiek egyike a kései búr államoknak, a mai Dél-afrikai Köztársaság területének délkeleti részén. 1884 és 1888 között állt fenn, fővárosa Vryheidben volt. Önállóságát elismerte a két fő búr köztársaság Transvaal és Oranje valamint a Német Birodalom és Portugália is. Vezetője Lucas Johannes Meyer volt, aki végül államát egyesítette Transvaallal.
A búr telepesek már az állam megalapítását megelőzően letelepedtek a vidéken. A telepesek fegyverrel segítették meg Dinuzulu zulu uralkodót egy trónviszály során. Búr segítséggel Dinuzulu legyőzte fő riválisát, Zibhebhut és visszaszereztek tőle egy korábban elrabolt, 9000 állatból álló szarvasmarhacsordát is. Dinuzulu cserébe további földeket adományozott a búroknak az Imfolozi folyónál, s írásban rögzítették is, hogy a területen a búrok saját államot alapíthatnak. A szerződés ratifikálása 1884. július 31-én történt meg és augusztus 5-én megalakult az Új köztársaság parlamentje, a Volksraad, magyarul Néptanács, amelynek saját épülete volt a fővárosban.
A búrok Dinuzulu koronázásán is tiszteletüket tették és fegyvereseik korántsem mellékesen az esemény zavartalan lefolytatására is ügyeltek. A Dinuzulutól kapott terület mértéke meghaladta a 16 millió hektárt.
1884. augusztus 5-én Meyer deklarálta az Új Köztársaságot. Bár eleinte az angolok is szavatolták az újdonsült állam önállóságát (1886. október 22.), de ezt igen hamar visszavonták. Az Új Köztársaság kormánya 1885. október 26-án ismételten kihirdette a határait, de ez nem gátolta meg a briteket, hogy 1887. májusában annektálják a terület egy jelentős részét. Hollandia szintén nem ismerte el az Új Köztársaságot annak minden erőfeszítése ellenére. A britek leginkább attól tartottak, hogy a búrok kijáratot szereznek a tengerhez, amely tovább erősítené az önállóságukat. Továbbá a búr államok hirdették Zuluföld feletti egyedüli hegemóniájukat is, ami szintén sértette a brit terjeszkedési érdekeket.
A brit annexióra válaszul a zuluk támadást indítottak, ám az angolok leverték Dinuzulut, amely aztán Zuluföld bekebelezéséhez vezetett. Miután az Új Köztársaság elvesztette fő szövetségesét és a kormánya súlyos pénzügyi gondokkal is küszködött, Meyer Transvaallal állapodott meg az egyesülésről. 1888. július 20-án az Új Köztársaságot Transvaalhoz csatolták, amelyen belül továbbra is autonómiával rendelkezett. A búr-zulu viszony az első búr háború kitöréséig stabil maradt. Miután azonban a zuluk a háborúban a briteket segítették pont egy Vryheidnál kivívott győzelemnél, a zuluk és a búrok kapcsolata megromlott.
A köztársaság emlékeit gyűjti és őrzi a Nieuwe Republiek Museum Vryheid városában, amelyet 1939-ben alapítottak és a Volksraad egykori épületében rendeztek be.